# Apherusa cirrus
Apherusa cirrus är en kräftdjursart som först beskrevs av Charles Spence Bate 1862.  Apherusa cirrus ingår i släktet Apherusa och familjen Calliopiidae. Inga underarter finns listade i Catalogue of Life.